# Het andere schip
Het andere schip is een hoorspel van Arthur Swinson en Stanley Williamson. Het werd vertaald door Mia Steinebach en de AVRO zond het uit op donderdag 10 augustus 1967. De regisseur was Bert Dijkstra. De uitzending duurde 55 minuten.

## Rolbezetting
- Harry Bronk (Hendrik Naess, eerste stuurman van het Noorse vrachtschip Samson)
- Rien van Noppen (de openbare aanklager van het tribunaal, Sir Rufus Isaacs)
- Constant van Kerckhoven (Lord Mersey, belast met de officiële leiding van het Engelse onderzoek van de ramp van de Titanic)
- Johan te Slaa (kapitein Lord, gezagvoerder van de Californian)
- Jo Vischer sr. (Frederic Fleet, uitkijk op de Titanic)
- Huib Orizand (Scanlan, vertegenwoordiger van de vakvereniging van zeelieden)
- Jan Borkus (Boxhall, vierde stuurman van de Titanic)
- Frans Somers (Asquith, lid van het tribunaal)
- Jan Verkoren (Groves, derde stuurman van de Californian)
- Willy Ruys (Rowlatt, lid van de Kamer van Koophandel)
- Han König (Dunlop, vertegenwoordiger van de eigenaars van de Californian)
- Frans Kokshoorn (Bostron, kapitein van de Carpathia)
- Maarten Kapteijn (Leslie Harrison, van de Verenigde Koopvaardijvloot)
- Herman van Eelen (Herbert Stone, tweede stuurman van de Californian)
- Jan Wegter (Aspinall, van de Kamer van Koophandel)
- Louis Bongers (Lightoller, tweede stuurman van de Titanic)
- Jos van Turenhout (kapitein Kane, een kennis van kapitein Lord)
- Tonnie Foletta (Stewart, eerste stuurman van de Californian)
- Bert Dijkstra (de verteller)

## Inhoud
Dit documentaire hoorspel behandelt een Engels onderzoek in de vorm van een verhoor over het vergaan van het zogenaamde “onzinkbare” schip, de Titanic. Kort na de ramp werden in Londen en Washington officiële onderzoeken ingesteld. Lord Mersey had de leiding van het Engelse onderzoek. In zijn eindconclusie nam deze hooggeplaatste rechter de niet bewezen stellingen van één enkele man over en schrapte daarin de nautische bevindingen. Een van de 26 vragen in dit proces was namelijk, welke schepen in staat waren hulp te verlenen. Onbegrijpelijk hierin was het oordeel van het hof. Dat had zich al een mening gevormd, namelijk dat het schip Californian de Titanic tijdig had kunnen bereiken. Met naar voren gebrachte feiten werd geen rekening gehouden of men interpreteerde deze feiten verkeerd. En zo werd de gezagvoerder van de Californian, kapitein Lord, het slachtoffer van een grove en onvergeeflijke gerechtelijke dwaling. Een vertrouwelijk rapport van de eerste stuurman van de Noorse vrachtboot Samson, dat eerst in 1962 werd gepubliceerd, had de kapitein van de Californian nog kunnen helpen, maar toen was Sir Stanley Lord reeds enkele maanden dood. In dit spel hebben de auteurs een postume hommage willen brengen aan een man die alleen maar strikt eerlijk was en wiens naam in de annalen van de internationale scheepvaart nog steeds voortleeft.